# Marian Voicu
Marian Voicu este un jurnalist român.

## Viața și activitatea
Marian Voicu a absolvit Universitatea Politehnică și Academia de Studii Economice. A urmat cursurile CIFAP Paris. 
A lucrat la TVR din 1996. A fost reporter, prezentator de știri și moderator de talk-show. A moderat dezbaterile prezidențiale din 2004. A fost ales de salariați membru în Consiliul de Administrație al SRTV în perioada 2007-2010.
A filmat peste 50 de reportaje în comunitățile românești din jurul României și din Balcani, a fost primul jurnalist român care a filmat în Siberia, Sudan și Uganda. 
S-a implicat în proiecte privind asistența pentru dezvoltare, combaterea traficului de ființe umane, asistarea copiilor ai cãror pãrinți lucreazã în strãinãtate, sprijinirea jurnaliștilor români din jurul României și libertatea presei.  
Timp de 2 ani a realizat zilnic „Interviurile Europa FM". 
A fost manager de proiect la Radio Chișinău stație aparținând de Societatea Română de Radiodifuziune, post lansat în 2011.
Este publisherul publicației Veridica. 

## Publicații
- Matrioșka mincinoșilor: Fake news, manipulare, populism Editura Humanitas, 2018, ISBN: 978-973-50-6131-9
-  Vin rușii! 5 perspective asupra unei vecinătăți primejdioase, volum colectiv, Editura Humanitas, 2018, ISBN: 978-973-50-6159-3
-  Tezaurul României de la Moscova: Inventarul unei istorii de o sută de ani Editura Humanitas, 2016. ISBN: 978-973-50-5488-5

## Filmografie
- Breaking Fake News: Războiul de după războiul rece? (2017)
- Torna, torna, fratre! Povestea aromânilor, spusă de ei înșiși (2015)
- Exodul. O tragedie siriană (2014)
- Tezaurul României de la Moscova. Inventarul unei istorii de o sută de ani (2013)
- Uganda, 15. Cea mai tânără țară, cel mai sărac continent (2009)
- Serbia, după război. În căutarea adevărului (2009)
- Cu papucii prin deșert (2006)
- Românii din Siberia (2002)
- Trafic XXI (2001)
- Nea Ionică de la Filarmonică (2001)
- Românii uitați: moldovenii din stânga Nistrului Inochentiștii (2000)
- Românii uitați: moldovenii de dincolo de Bug (2000)
- Fan-Fan, rechinul pușcăriilor (1997)

## Premii
- The United Nations Correspondents Association Awards -  Medalie de aur, categoria „Ricardo Ortega Memorial Prize for broadcast (TV & Radio) media", pentru  Exodul. O tragedie siriană (2015)
- Premiile Clubului Român de Presă - Premiul pentru talk-show (2006)
- Premiile A.P.T.R. (2007, 2003, 2000, 1998)

## Distincții
- Ordinul Național "Serviciul Credincios" în grad de Cavaler (2014)